# Gummigutta
Gummigutta (auch Gamboge, Gummigutt, Gummigutti, Gutti, lateinisch gummiresina guttae, trivial Kaisergelb) bezeichnet ein Gummiharz und den daraus gewonnenen dunkelsenfgelben Pflanzenfarbstoff.

## Geschichte, Wortherkunft
Die in Europa gehandelte Ware kam historisch aus Siam und Kambodscha, von wo sie über Singapur oder Kanton in China nach Europa verschifft wurde.  Der Name Gamboge (engl. auch gambodge geschrieben), woraus Gummigut abgeleitet wurde, geht auf den Ländernamen Camboja ‚Kambodscha‘ zurück.

## Gewinnung
Der Farbstoff wird aus dem Milchsaft der in Kambodscha, Mysuru, auf Ceylon und Borneo heimischen Baumarten der Gattung Garcinia (Garcinia hanburyi, Garcinia gummi-gutta, Garcinia morella u. a.) gewonnen.
Dazu werden in der Rinde mindestens 10 Jahre alter Bäume spiralförmige Einschnitte vorgenommen, oder es werden Blätter und Schösslinge abgebrochen. Der austretende gelbe Milchsaft wird in Bambusrohren aufgefangen. Nach Zerbrechen der Rohre erhält man den erstarrten Saft in Form brauner Stangen („Stangengutta“); dunklere, weniger wertvolle Ware kam in Form von Klumpen auf den Markt („Kuchengutta“).

## Eigenschaften
Das Rohharz besteht zu ca. 70–80 % aus gelblichem Farbharz und zu 20–30 % aus Gummi.
Gummigutta ist in Alkohol, Öl und Wasser teilweise löslich, wobei sich jeweils nur der Gummianteil oder nur der Farbstoffanteil löst. Der reine Farbstoff kann durch Lösen des Harzes in viel Wasser und anschließendes Trocknen gewonnen werden. Es hat eine dunkelsenfgelbe, transparente Farbe. Der lösliche Anteil setzt sich hauptsächlich aus β-Guttilacton (β-Guttisäure) und α-Gambogasäure zusammen, die zur Gruppe der Xanthone gehört. Die Lösung färbt sich auf Zusatz von Alkalien rot.

β-Guttilacton
α-Gambogasäure

## Verwendung
Im Mittelalter wurde es in der Buchmalerei, als Anlegemittel beim Vergolden und als Farbstoff zum Goldersatz (Goldfirnis) eingesetzt. Heute wird es selten verwendet. Ein Anwendungsgebiet ist die Verwendung als Farbstoff bei der Herstellung von Geigenlacken.
In geringerem Umfang kam Gummigutta auch als starkes Abführmittel zum Einsatz. Bei Überdosierung ist es jedoch giftig, daher wird es nur noch in der Tiermedizin angewendet.